# ورزشگاه نیو کوندومینا
ورزشگاه جدید کوندومینا (به اسپانیایی: Estadio Nueva Condomina) با ظرفیت ۳۳٬۰۴۵ نفر یکی از ورزشگاه‌های فوتبال کشور اسپانیا است که در شهر مورسیا ایالت مورسیا واقع شده‌است. این ورزشگاه در سال ۲۰۰۶ بازگشایی شد و در حال حاضر بازی‌های خانگی باشگاه فوتبال رئال مورسیا در آن برگزار می‌گردد.